# 3a Divisió (Exèrcit Popular de la República)
La 3a Divisió va ser una de les divisions de l'Exèrcit Popular de la República que es van organitzar durant la Guerra Civil espanyola sobre la base de les Brigades Mixtes. Va arribar a prendre part en les campanyes d'Aragó, l'Ebre i Catalunya.

## Historial
La divisió va ser creada el desembre de 1936 a partir de les forces milicianes que guarnien el front de la Serra de Guadarrama, quedant integrada per les brigades mixtes 32a, 33a i 34a. El seu primer comandant va ser el tinent coronel Enrique Fernández de Heredia, militar professional. En els primers mesos les forces de la divisió van ser d'uns 10.137 efectius humans, disposant també de dotze peces d'artilleria. L'1 d'agost de 1937 va ser substituït pel major de milícies Manuel Tagüeña.
Convertida en una unitat de xoc, en la primavera de 1938 la 3a Divisió va ser assignada al V Cos d'Exèrcit i enviada al Front d'Aragó per a reforçar les defenses republicanes. Tagüeña i les seves forces van aconseguir contenir amb èxit a les tropes italianes del Corpo Truppe Volontarie (CTV), aconseguint detenir l'atac italià en el congost de Xerta entre el 2 i el 3 d'abril. Malgrat això, amb el tall en dos de la zona republicana la divisió va quedar tancada a Catalunya. En la reorganització de l'Exèrcit republicà la divisió va quedar integrada en el XV Cos d'Exèrcit. El comandament de la divisió va passar al major de milícies Esteban Cabezos Morente.
El juliol del 1938, de cara a la batalla de l'Ebre, la divisió agrupava les brigades mixtes 31a, 33a i 60a —aquesta última agregada poc abans de l'ofensiva de l'Ebre. El 25 de juliol va travessar el riu al costat de la resta d'efectius del XV Cos d'Exèrcit, establint les seves posicions defensives davant de Vilalba dels Arcs. La unitat va penetrar uns deu quilòmetres, aconseguint la seva 33a Brigada Mixta conquistar el cementiri de la població. Una altra de les brigades de la divisió, la 31a, va sostenir duríssims combats amb el Terç de Montserrat pel control de la posició «Targa». En totes aquestes operacions la unitat va sofrir importants baixes, havent de ser rellevada. El 27 d'agost va tornar al capdavant de batalla, substituint a la desgastada 60a Divisió. Després de diversos mesos de combats, al novembre de 1938 la divisió va travessar el riu molt infringida.
Al començament de la campanya de Catalunya la divisió va ser enviada ràpidament al capdavant per a intentar frenar l'ofensiva enemiga. No obstant això, davant la pressió enemiga, va haver de retirar-se al costat de la resta del XV Cos d'Exèrcit. Les seves restes van aconseguir aconseguir la frontera francesa al febrer de 1939, quedant acte-dissolta.

## Comandaments
Comandants
- tinent coronel Enrique Fernández de Heredia;
- major de milícies Manuel Tagüeña;
- Major de milícies Esteban Cabezos Morente;
- Major de milícies Domingo García Fermín;[12][13]

Comissaris
- Adolfo Lagos Escalona, del PCE[14]
- Carlos García Fermín, del PCE;[15]

## Ordre de batalla
| Data             | Cos d'Exèrcit adscrit | Brigades Mixtes integrades | Front de batalla |
| ---------------- | --------------------- | -------------------------- | ---------------- |
| Desembre de 1936 | I Cos d'Exèrcit       | 32a, 33a i 34a             | Centre           |
| Desembre de 1937 | I Cos d'Exèrcit       | XIV, 33a i 34a             | Centre           |
| Març de 1938     | V Cos d'Exèrcit       | 31a, 33a i 37a             | Aragó/Ebre       |
| Abril de 1938    | XV Cos d'Exèrcit      | 31a, 33a i 93a             | Ebre             |
| Juliol de 1938   | XV Cos d'Exèrcit      | 31a, 33a i 60a             | Ebre             |